# Klåda
Klåda är en känsla där huden signalerar om att begära kliande. Exempel på orsaker kan vara insektsstick, myggbett eller allergi, vilket får hudens nervsystem att skicka signaler om irritation. Oftast handlar klåda om ett symtom i huden, och gäller då någon form av stimulering av de fria nervändsluten (nociceptorer) i överhuden. Klåda i näsa, ögon och öron kan också förekomma och kan orsakas av allergisk rinit.
Modern forskning har visat att klåda har många likheter med smärta där båda känslorna är obehagliga, men där de beteendemässiga mönstren skiljer sig åt. Smärta skapar en smärtreflex och klåda en klådreflex. Klåda kan också slås ut av smärta exempelvis vid stark hetta eller elektrisk stimulering.

## Orsaker

### Insektsbett mm.
Bett av knott och loppor liksom stick av myggor orsakar klåda. När man bränner sig på maneter eller nässlor uppkommer också klåda.

### Hudsjukdomar som medför klåda
Det finns några hudsjukdomar som alltid medför klåda: urtikaria, eksem, dermatitis herpetiformis, lichen, skabb.

### Invärtesmedicinska sjukdomar
Det finns även några invärtesmedicinska sjukdomar som kan medföra klåda: uremi, gallstas, blodbrist (inkl järnbrist) och speciellt polycytemia vera, lymfom, thyreoideasjukdomar.

## Speciella former av klåda

### Aquagen pruritus
Svår klåda inom 30 minuter efter kontakt med vatten, oavsett temperatur. Symtomen startar oftast på underextremiteterna och sprider sig till resten av kroppen.

#### Behandling
- Undvik kontakt med vatten
- UVB eller UVA
- Capsaicinkräm
- Antihistaminer hjälper i regel inte

### Senil pruritus
Envis klåda som ses hos cirka 50 procent av alla i 70-årsåldern. Symtomen är mest uttalade på natten. Orsaken är oftast torrhet i huden.

#### Behandling
- Minska användandet av uttorkande produkter som tvål och vatten.
- Mjukgörande salvor
- Undvik att ha det för varmt i rummet

### Pruritus ani,pruritus vulvaeoch på klåda på pungen (scrotum)
Klåda lokaliserad till genitalområden och omfattar ändtarmsområdet, mellangården (perineum), vulva och pungen (scrotum). Män har oftare besvär än kvinnor. Klådan är ofta värre på natten.

#### Primär pruritus
Klåda där man inte finner någon  anogenital orsak.

#### Sekundär pruritus
Orsaken kan vara hemorrojder, anala fissurer och fistlar, psoriasis, vitfläckssjuka, könssjukdomar, tidigare strålbehandling och elakartade sjukdomar i området.
Vid pruritus vulvae är den vanligaste orsaken infektion, oftast orsakad av candida albicans. Eksem är också en mycket vanlig orsak. Eksem kan vara förorsakat av en allergisk reaktion eller utlösas av någon irritation.

#### Behandling
- Kyliga bad
- Noggrann hygien men undvik överdrivet bruk av tvål
- Undvik grundlig torkning
- Lokala kortisonspreparat
- Tacrolimus

### Psykogen pruritus
Diagnosen är oftast en uteslutningsdiagnos. Ses oftast hos äldre.

#### Behandling
Antidepressiva preparat och ångestdämpande medel.

### Postmenopausal pruritus
Ständig eller periodisk klåda hos kvinnor efter klimakteriet. Persisterande eller periodisk klåda som är värst om natten.

#### Behandling
Substitutionsbehandling med kvinnliga könshormoner.

### Notalgia parestetica
Lokal intensiv klåda över skulderbladet (scapula). Det kan samtidigt kännas smärta.
Orsaken är okänd.

#### Behandling
- Capsaicinkräm
- Lokala kortisonpreparat
- Lidokaingel

### Brachoradial pruritus
Klåda lokaliserad till området runt armbågen. Exponering för solljus förvärrar tillståndet. Försämring på sensommaren.

#### Behandling
- Solskydd
- Capcaisinkräm
- Gabapentin

### Infestationer

#### Scabies(skabb)
Intensivt kliande utslag. Smittar via sexuell kontakt men det förekommer också epidemier på institutioner.

#### Huvudlöss(Pediculosis capitis)
Plötsligt insättande klåda i hårbotten. Vanligast bland barn.

### Inflammatoriska hudsjukdomar

#### Atopisk dermatit
Klådan vid atopisk dermatit (atopiskt eksem) förvärras av rivning och kan leda till en ond cirkel med ytterligare klåda som följd. 

#### Psoriasis
Vid psoriasis är klåda inte det mest typiska, men många patienter besväras ändå av klåda.

#### Urtikaria
Nässelutslag, urtikaria, innebär kliande, flyktiga, kvaddlar i huden. Den enskilda kvaddeln försvinner inom 24 timmar utan att efterlämna spår, men andra uppkommer istället.

#### Prurigo nodularis
Intensivt kliande knutor. Drabbar huvudsakligen medelålders personer och framförallt kvinnor. Förändringarna kan efterlämna ärr.

### Läkemedelsutlöst klåda
I princip kan alla läkemedel medföra kliande utslag på grund av en överkänslighetsreaktion.

### Klåda vid invärtesmedicinska sjukdomar

#### Renal/uremisk pruritus
Förekommer vid kronisk njursjukdom med nedsatt njurfunktion.

#### Cholestatisk pruritus
Vid vissa lever- och gallsjukdomar. Hepatit C kan vara en orsak.

#### Järnbrist
Järnbrist kan orsaka klåda även utan att det föreligger blodbrist (anemi).

#### Polycytemia vera
Många patienter med obehandlad polycytemia vera får klåda efter kontakt med vatten.
Troligen är det inte den direkta kontakten med vatten, som förorsakar klådan. Det är hur vattnet appliceras. En vattensparande dusch med sylvassa strålar medför omedelbart klåda, men en dusch som sprider vattnet som ett mjukt strilande tropiskt regn, medför oftast mindre besvär.

#### Diabetes mellitus
Lokaliserad klåda, speciellt i genitalområdet är vanligt vid diabetes mellitus. Klådan beror ofta på svampinfektion,  mukokutan candida

#### Pruritus vid elakartade sjukdomar
Klåda kan förekomma vid många maligna (elakartade) sjukdomar.
Vid Hodgkins sjukdom lider patienten ofta av klåda.

## Allmänt om behandling av klåda
Behandlingen av klåda, innebär i bästa fall en orsaksspecifik behandling mot en grundsjukdom, i andra fall dels en symtomlindring. Det finns inget rent klådstillande läkemedel.
Ha svalt i sovrummet, lokalt kylande medel som omslag eller liniment kan lindra. Mjukgörande medel, till exempel innehållande karbamid, ska användas mot torr hud, kortikosteroider vid dermatit, antihistamin hjälper vid urtikaria.